# Cruise (автономное транспортное средство)
Cruise LLC — американский производитель беспилотных автомобилей со штаб-квартирой в Сан-Франциско, штат Калифорния. Основан в 2013 году Кайлом Вогтом и Дэном Каном.
Cruise тестирует и разрабатывает технологию беспилотных автомобилей. В значительной степени компания является дочерним подразделением General Motors. После ряда инцидентов компания приостановила свою деятельность в октябре 2023 года, а Кайл Вогт ушёл в отставку с поста генерального директора в ноябре 2023 года. В мае 2024 года компания возобновила свою деятельность.
25 июня 2024 года генеральным директором компании Cruise LLC был назначен Марк Уиттен.

## История
Первоначально Cruise сосредоточился на разработке комплектов для модернизации автомобилей с ограниченными возможностями автономного вождения. Более раннее поколение технологии Cruise, RP-1, предлагало автономную функцию по требованию, доступную для Audi A4 или S4 (с 2012 года). Комплект стоимостью 10000 долларов в итоге позволил модернизировать все автомобили в систему автопилота. В итоге компания решила, что более сложная задача заключается в том, чтобы покорить езду по городу. В январе 2014 года компания приняла решение отказаться от RP-1 и выпускать полностью автономный автомобиль с использованием технологий Nissan Leaf. В 2015 году компания изменила свою стратегию и начала писать программное обеспечение для полностью самоуправляемых автомобилей. Философия бренда призывает автовладельцев заниматься долевой собственностью, а не индивидуальной, чтобы уменьшить ущерб окружающей среде, количество аварий и заторов в больших городах.
В июне 2015 года компания Cruise получила разрешение на тестирование технологии беспилотных транспортных средств от Калифорнийского департамента транспортных средств. После успешного окончания Y Combinator, стартап-акселератора, который наставляет перспективных предпринимателей, Cruise был приобретён корпорацией General Motors в марте 2016 года. Сумма не разглашается, и в сообщениях оценивается сумма от «к северу от 500 миллионов долларов» (англ. «north of $500 million») до 580 миллионов долларов и до более чем 1 миллиарда долларов. Cruise составляет основу усилий GM в области беспилотного вождения.
На момент приобретения в Cruise работало около 40 сотрудников. В сентябре 2016 года в интервью с Дарреллом Этерингтоном на конференции TechCrunch Disrupt в Сан-Франциско Фогт подтвердил, что в компании работает более 100 сотрудников. Текущая численность персонала Cruise неизвестна, но несколько СМИ сообщили, что Cruise продолжает быстро расти. В июне 2017 года Мэри Барра заявила, что в Cruise работает около 200 сотрудников.
Отраслевые обозреватели отметили, а генеральный директор GM Мэри Барра заявила, что GM позволил Cruise оставаться ответственным как за технологии, так и за коммерциализацию, предоставив Cruise независимость, чтобы избежать ловушек, которые часто случаются, когда крупная компания приобретает технологический стартап.

### Приобретение GM и инвестиции
С момента вхождения в состав General Motors в марте 2016 года Cruise работает над разработкой программного и аппаратного обеспечения для создания полностью автономных автомобилей с использованием Chevrolet Bolt.
В апреле 2017 года GM объявила о планах инвестировать 14 миллионов долларов в расширение круизных операций в Калифорнии, добавив примерно 1163 штатных сотрудника к 2021 году.
В марте 2018 года было объявлено, что SoftBank Vision Fund инвестирует в Cruise 2,25 миллиарда долларов, а также еще 1,1 миллиарда долларов от самой GM. В октябре 2018 года было объявлено, что Honda инвестирует в Cruise 750 миллионов долларов, а затем — ещё 2 миллиарда долларов в течение следующих 12 лет.
В ноябре 2018 года в компании сменился генеральный директор Дэн Амманн, который до этого занимал пост президента General Motors. В марте 2021 года компания Cruise приобрела Voyage — стартап по беспилотному вождению, который был выделен из Udacity.
В марте 2022 года корпорация General Motors заявила, что приобретает долю Softbank Vision Fund 1 в Cruise за $2,1 млрд. GM также инвестирует в Cruise дополнительные инвестиции в размере $1,35 млрд.

### Тестирование беспилотного такси и разрешения
В сентябре 2021 года Cruise получил разрешение от Калифорнийского департамента транспортных средств на предоставление беспилотных поездок на такси в штате. Разрешение позволяет компании предоставлять услугу без привлечения водителей безопасности — персонала, который бы сопровождал транспортное средство и брал его под контроль в случае необходимости. В ноябре 2021 года соучредитель Cruise Кайл Вогт совершил первую в истории компании поездку на беспилотном такси.
В феврале 2022 года Cruise объявил, что теперь он открыт для публики. В то же время Cruise обратился к регулирующим органам США (NHTSA) за разрешением на создание и развёртывание беспилотного транспортного средства без контроля со стороны человека. В конце месяца Кайл Фогт был официально назначен генеральным директором.
В июне 2022 года Cruise получил первое в Калифорнии разрешение на развёртывание беспилотных автомобилей, позволяющее взимать плату за свои услуги. Это была первая компания, которая предложила поездки без водителя в крупном общественном городе. Компания отозвала и обновила программное обеспечение в 80 беспилотных автомобилях в августе, после аварии в июне. По состоянию на сентябрь 2022 года компания эксплуатировала 100 беспилотных такси в Сан-Франциско и объявила о намерении увеличить размер своего парка до 5 000 человек. Тем не менее, это вызвало некоторую критику из-за того, что это может увеличить трафик в городе.
В сентябре 2022 года компания объявила, что в течение трёх месяцев расширит свои услуги до Финикса, штат Аризона, и Остина, штат Техас, с целью увеличить доход на 1 миллиард долларов к 2025 году. The Verge сообщил, что компания потратила 561 миллион долларов в 1 квартале 2023 года, причём большая часть из 30 миллионов долларов выручки приходится на проценты и другие неоперационные источники дохода, но заявила, что остаётся на пути к достижению выручки в 1 миллиард долларов к 2025 году и 50 миллиардов долларов к 2030 году. Генеральный директор Cruise Кайл Вогт сказал, что небольшая часть автопарка компании предлагает беспилотные поездки 24 часа в сутки по всему городу Сан-Франциско.

### Приостановка операций
В октябре 2023 года, после шквала проблем с безопасностью и инцидентов с тех пор, как Cruise получил одобрение в августе 2023 года на круглосуточную службу роботакси в Сан-Франциско, California DMV приостановило действие разрешений Cruise на беспилотные автомобили после расследования столкновения с пешеходами, вступив в силу немедленно. Три дня спустя Cruise объявил о временной приостановке операций роботакси по всей стране. За пределами Калифорнии добровольное общенациональное расширение приостановило обслуживание в Аризоне (Феникс), Техасе (Остин, Даллас и Хьюстон) и Флориде (Майами).
8 ноября 2023 года Cruise объявил об отзыве 950 автономных транспортных средств, которые будут реализованы путём беспроводного обновления программного обеспечения в результате столкновения с пешеходами. 9 ноября 2023 года Cruise объявил об увольнении неопределённого количества временных работников, которые поддерживали работу автономных транспортных средств; в то время в Cruise работало около 4000 штатных сотрудников.
19 ноября 2023 года генеральный директор Кайл Вогт объявил о своей отставке из Cruise в связи с приостановкой. Корпорация GM назначила Мо Эльшенави, исполнительного вице-президента Cruise по разработкам, и Крейга Глиддена, главного юрисконсульта GM, сопрезидентами.
Последующее внутреннее расследование, проведённое Quinn Emanuel Urquhart & Sullivan и опубликованное в январе 2024 года, пришло к выводу, что приостановка DMV деятельности Cruise в значительной степени стала результатом недостаточного руководства в Cruise. В то время компания оставалась под следствием Министерства юстиции США и Комиссии по ценным бумагам и биржам США.

### Новый генеральный директор
25 июня 2024 года компания объявила о назначении Марка Уиттена, бывшего руководителя Amazon и Microsoft, своим новым генеральным директором.

## Модельный ряд

### Cruise RP-1
Первым продуктом компании Cruise стал RP-1, анонсированный в июне 2014 года как комплект, который поступит в продажу в 2015 году. Стоимость RP-1 составила 10000 долларов США, включая установку. До 2012 года комплект предназначался для модернизации многих автомобилей, включая Audi A4 и S4. Пакет RP-1 включал в себя установленный на крыше «сенсорный контейнер» с камерами, радаром, GPS, инерциальными датчиками и бортовым компьютером, связанным с приводами рулевого управления, дроссельной заслонки и тормозов. После активации на шоссе с ограниченным доступом, RP-1 будет поддерживать скорость и дистанцию, а также удерживать автомобиль в пределах своей полосы. Предварительные заказы были ограничены 50 единицами за счёт сбора за бронирование/депозит в размере 1000 долларов США. Тем не менее, в 2015 году компания Cruise изменила свою стратегию, сосредоточившись на создании полностью автономной автомобильной платформы, а не на комплекте для модернизации, и так и не выпустила RP-1.
Первоначально компания Cruise приобрела аккумуляторные электромобили Nissan Leaf для тестирования автоматизированных систем вождения, но они не тестировались после декабря 2016 года.

### Cruise AV
Cruise AV — беспилотный автомобиль на базе Chevrolet Bolt. Первое поколение (G1) было модифицировано компанией Cruise в Сан-Франциско, в то время как последующие второе и третье поколения (G2 и G3) производятся на сборочном заводе Orion Township в Мичигане. Беспилотные автомобили Cruise оснащены «алгоритмами управления приводом и искусственным интеллектом, созданным Cruise». Cruise AV использует лидар, радар и датчики камеры; по словам Cruise, 40% его оборудования является уникальным для автономного вождения.
В 2016 году компания Cruise проводила испытания с парком из примерно 30 беспилотных автомобилей G1 Cruise AV. К июню 2017 года GM и Cruise произвели около 180 беспилотных автомобилей G1 и G2 Cruise AV после того, как GM объявила о массовом производстве 130 новых G2 Cruise AV.
В 2017 году Cruise проводил испытания на дорогах общего пользования с беспилотными автомобилями Cruise в Сан-Франциско, Скоттсдейле, Аризоне и столичном районе Детройта. В начале 2017 года компания Cruise выпустила серию видеороликов, в которых её беспилотные автомобили перемещаются по улицам Сан-Франциско. В интервью журналу Fortune в июле 2017 года Фогт описал видео как «самую технически продвинутую демонстрацию беспилотных автомобилей, которые когда-либо выставлялись на всеобщее обозрение». Также в июле 2017 года Cruise объявил о программе «Cruise Anywhere» для сотрудников из Сан-Франциско, позволяющей использовать беспилотные автомобили в качестве услуги по совместному использованию автомобилей.
В октябре 2020 года Калифорнийский департамент транспортных средств выдал Cruise разрешение на тестирование полностью беспилотных транспортных средств. Cruise начал тестировать беспилотные автомобили Cruise без водителя на улицах Сан-Франциско в декабре 2020 года. В сентябре 2021 года японская компания Honda начала тестовую программу по запуску мобильного сервиса уровня 4 Business в Японии с использованием G3 Cruise AV.

### Cruise Origin
В январе 2020 года был представлен Cruise Origin — беспилотный автомобиль уровня 4—5, предназначенный для использования в сервисе вызова такси. Origin специально создан как беспилотный автомобиль, а не модернизирован из неавтономного транспортного средства, и не содержит ручного управления рулевым управлением. Стоимость массового производства составляет около 50000 долларов США. Cruise Origin является полностью электрическим транспортным средством и рассчитано на срок службы 1600000 км. Компания Cruise объявила, что будущие автомобили Origin будут производиться на заводе GM в Детройте и Хамтрамке. Автомобиль базируется на платформе GM BEV3 с использованием технологии аккумуляторов Ultium.
В январе 2021 года японская компания Honda объявила о партнёрстве с Cruise, чтобы привезти Origin в Японию в рамках будущего бизнеса «Honda Mobility as a Service (MaaS)». К сентябрю 2022 года начались испытания прототипа японской версии Cruise Origin для Токио.
В мае 2021 года было объявлено о старте массового производства Cruise Origin в 2023 году. В июне 2021 года компания Cruise объявила, что получила кредитную линию в размере 5 миллиардов долларов от General Motors для помощи в коммерциализации и что она начала сборку 100 предсерийных автомобилей Origin для проверочных испытаний. Прототипы автомобилей Origin были замечены на испытаниях с операторами на испытательных полигонах, принадлежащих GM, к июлю 2022 года.
Штат Калифорния выдал Cruise разрешения на тестирование в июне 2021 года, что позволило компании предоставлять услуги такси с ограниченным доходом без водителей-людей. В феврале 2022 года General Motors и Cruise объявили, что обратились в NHTSA за разрешением на разработку и производство Cruise Origin. Поскольку Origin не имеет ручного управления, NHTSA должно выпустить исключение из Федеральных стандартов о безопасности моторных транспортных средств, чтобы разрешить эксплуатацию на дорогах общего пользования. Производство было готово к началу февраля 2023 года в ожидании утверждения исключения, которое не было предоставлено к сентябрю 2023 года.
Наряду с приостановкой деятельности Cruise, GM приостановила производство Origin в ноябре 2023 года.

## Регулирование
В июне 2022 года компания Cruise получила разрешение от Калифорнийской комиссии по коммунальным услугам (CPUC), позволяющее им управлять услугами коммерческого такси в Сан-Франциско с использованием автомобилей без водителя-человека в течение ограниченного времени в определённых районах города. Позже Cruise и Waymo подали заявки в CPUC, стремясь увеличить коммерческие часы работы своих услуг роботакси в Сан-Франциско. В январе 2023 года город Сан-Франциско обратился в CPUC с просьбой отклонить заявки: «В течение нескольких месяцев с момента первоначального утверждения [автономных служб такси в июне 2022 года] круизные беспилотные автомобили совершали незапланированные и неожиданные остановки на полосах движения, где они препятствуют движению и транзитному обслуживанию, а также вторгались в места активного реагирования на чрезвычайные ситуации, в том числе сцены тушения пожаров, создание дополнительных опасных условий».
Хотя проекты резолюций, одобряющие ходатайства о расширении, были опубликованы CPUC в мае 2023 года, слушание было отложено с 29 июня на 13 июля в ожидании дальнейшего рассмотрения. Перед назначенным на 13 июля слушанием группа под названием Safe Street Rebel опубликовала в социальных сетях вирусное видео, показывающее, что автономное транспортное средство можно временно вывести из строя без необратимых повреждений, установив на него дорожный конус и пообещав провести «Неделю конуса», чтобы продемонстрировать свои опасения. В ответ Cruise опубликовал заявление: «Намеренное создание препятствий транспортным средствам мешает [усилиям по обеспечению бесплатных поездок, доставки еды и вывоза пищевых отходов] и рискует создать пробки на дорогах для местных жителей».
CPUC снова отложил слушания по расширению разрешений до 10 августа. На этих слушаниях CPUC одобрил расширение сферы применения 3 голосами против 1, что позволило Cruise и Waymo предлагать услуги роботизированного такси в любое время суток по всему Сан-Франциско.
24 октября 2023 года Калифорнийский департамент транспортных средств приостановил действие разрешения Cruise на тестирование и эксплуатацию автономных транспортных средств без водителя безопасности. Согласно приказу о приостановке, во время их первой встречи с California DMV 3 октября Cruise показал видео, снятое бортовыми камерами AV, на котором запечатлены события вплоть до первой полной остановки после того, как Cruise AV сбил пешехода. Экипаж автомобиля не описал и не показал оставшуюся запись «манёвра пуловера», который произошёл дальше. Во время «манёвра пуловера» пешехода протащили на 6,1 м со скоростью 11 км/ч. Узнав о перетаскивании от другого государственного органа, DMV запросил и получил полную запись от Cruise. Представитель Cruise оспорил то, что кадры с перетаскиванием были скрыты, заявив, что полное видео было показано несколько раз. В своём пресс-релизе California DMV заявил, что определил, что «автомобили производителя небезопасны для эксплуатации населения», и добавил, что «проведение производителем испытаний автономных транспортных средств на дорогах общего пользования [создаёт] необоснованный риск для общественности». Приостановка вступает в силу немедленно и не имеет установленного срока действия; разрешение будет восстановлено после того, как Cruise выполнит неуказанные необходимые действия. CPUC также приостановил действие разрешения Cruise на предоставление услуг автономного коммерческого такси в тот же день, вслед за DMV.
В мае 2024 года производство автомобилей Cruise было возобновлено, хотя расследование Национальной администрацией безопасности дорожного движения (NHTSA) потенциальных недостатков в автомобилях Cruise всё еще не завершено.

## Инциденты

### Вмешательство в работу полиции и пожарных служб
В апреле 2022 года Департамент полиции Сан-Франциско (SFPD) остановил Cruise AV за вождение в ночное время без включённых фар. Беспилотный автомобиль был пустым: он работал без обслуживающего персонала или пассажиров. Автомобиль остановился перед перекрёстком, а затем проехал через перекрёсток, когда офицер отошёл от него. На другой стороне перекрёстка автомобиль снова остановился и включил аварийную сигнализацию. По словам Cruise, транспортное средство действовало по назначению, двигаясь к «ближайшему безопасному месту» для остановки движения в ответ на указания персонала Cruise после того, как офицер SFPD вышел из автомобиля.
В то же время пустой Cruise AV преградил путь грузовому автомобилю пожарной службы Сан-Франциско (SFFD), прибывающему на место пожара примерно в 4 часа утра; пожарный автомобиль не смог обогнать мусоровоз, припаркованный на полосе движения, используя полосу для встречного движения, так как беспилотный автомобиль занимал встречную полосу. Cruise AV остановился и уступил дорогу пожарному автомобилю, но не смог свернуть вправо, чтобы освободить встречную полосу из-за припаркованных автомобилей. В то время как человек мог дать задний ход, чтобы освободить полосу движения, Cruise AV не ушёл с пути пожарного автомобиля. Городские власти Сан-Франциско подали отчёт в CPUC, заявив, что «этот инцидент замедлил реагирование SFFD на пожар, который привёл к материальному ущербу и травмам».
В июне 2023 года было снято видео, на котором автомобиль Cruise блокирует реагирование полиции и пожарных служб на массовую стрельбу в Сан-Франциско. Cruise отрицал, что автомобиль заблокировал дорогу, заявив, что автомобили экстренного реагирования «смогли объехать их автомобиль». Полиция и пожарные отказались от комментариев. Пожарная служба Сан-Франциско сообщила, что в период с января по июнь 2023 года произошло 39 инцидентов, в которых роботакси Cruise и Waymo заблокировали службы экстренного реагирования.
В августе 2023 года пожарный автомобиль в Сан-Франциско столкнулся с автомобилем Cruise во время реагирования на экстренный вызов с включёнными огнями и сиренами. В результате инцидента Калифорнийский департамент транспортных средств обратился к «Cruise с просьбой немедленно сократить свой активный парк действующих транспортных средств на 50% до тех пор, пока расследование не будет завершено и Cruise не предпримет соответствующие корректирующие действия для повышения безопасности дорожного движения».
Полиция и пожарные службы города Остин отметили 12 инцидентов с автомобилями Cruise в период с июля по ноябрь 2023 года. Austin FD попросил, чтобы Cruise оборудовал вторую зону избегания вокруг пожарной части, и полиция Остина отметила, что автомобили не могут распознавать сигналы руками, которые противоречат сигналам светофора.

### Другие дорожно-транспортные происшествия и кластеризация
3 июня 2022 года такси Cruise AV, перевозившее трёх пассажиров на заднем сиденье, попало в аварию с Toyota Prius после незащищённого левого поворота. По словам Cruise, «пассажиры обоих автомобилей получили медицинскую помощь в связи с якобы незначительными травмами». По словам GM, в момент аварии Prius превысил скорость и выехал на встречную полосу. После инцидента Cruise временно изменил программирование транспортных средств, чтобы сделать меньше незащищённых левых поворотов.
29 июня 2022 года почти двадцать беспилотных автомобилей Cruise заблокировали движение на два часа, сгруппировавшись на пересечении улиц Гоф и Фултон в Сан-Франциско. Сотрудник Cruise отправил анонимное письмо в CPUC, утверждая, что Cruise теряет связь с автоматизированными транспортными средствами «с регулярностью», иногда требуя эвакуатора для восстановления. Дополнительные задокументированные случаи обездвиживания транспортных средств Cruise в 2022 году включают 18 мая (потеря связи по всему автопарку), 21 июня (Тендерлойн) и 22 сентября (два инцидента; один возле Сакраменто и Ливенворта, другой возле Гири и Франклина). В период с 29 мая по 5 сентября 2022 года в Сан-Франциско было зарегистрировано 28 инцидентов, связанных с отказами автономных транспортных средств. В октябре 2022 года U.S. News & World Report сообщили, что автономные такси Cruise несколько раз блокировали движение в Сан-Франциско.
В марте 2023 года два беспилотных автомобиля Cruise, работавшие без пассажиров, проехали через заблокированный перекрёсток в Сан-Франциско и запутались в оборванных линиях электропередач, которые обычно используются троллейбусами Muni. На следующий день беспилотный Cruise AV сзади врезался в автобус Muni на Хейт-стрит.

### Разъединение и дистанционная помощь
В ноябре 2023 года газета The New York Times сообщила, что в среднем, по словам двух человек, знакомых с операциями Cruise, за каждым делом приходилось вмешиваться удалённому оператору от 4 до 8 км на машине. Компания Vogt подтвердила, что её автомобили обращаются за дистанционной помощью «в среднем в 2–4% случаев в сложных городских условиях», но уточнила, что «многие из них решаются самим беспилотным автомобилем ещё до того, как человек посмотрит на вещи». Представитель Cruise добавил, что дистанционная помощь по вызову запускается каждые 6,4—8,0 км на автомобиле. Брэд Темплтон сообщил, что удалённая помощь не означает удалённую работу человека в режиме реального времени, сославшись на отчёт Cruise, в котором говорится, что 98% звонков удалённой помощи были связаны с оператором-человеком в течение 3 секунд, а 80% звонков удалённой помощи были разрешены без действий со стороны оператора-человека. По словам Cruise, беспилотник пытался избежать столкновения с пешеходом, сначала свернув вправо, затем остановившись сразу после обнаружения столкновения, а затем попытавшись остановиться, чтобы освободить дорогу. Компания Cruise сообщила, что в 2022 году среднее расстояние между разведениями составило 154300 км.

### Обнаружение
В ноябре 2023 года издание The Intercept сообщило, что транспортные средства Cruise не могут постоянно распознавать и отслеживать детей и большие дыры, согласно обзору внутренних отчётов о безопасности.

### Травмы пешеходов
В августе 2023 года беспилотный автомобиль Cruise, начавший проезжать перекрёсток со скоростью 2,3 км/ч на зелёный свет светофора, сбил пешехода, который впоследствии был доставлен на машине скорой помощи после жалобы на боль в колене.
Примерно в 21:30 (PDT) 2 октября 2023 года водитель Cruise AV сбил пешехода, направлявшегося на юг по Пятой улице в Сан-Франциско после пересечения перекрёстка с Маркет-стрит. Водитель продолжил движение без остановки после того, как пешеход был переброшен через правую сторону автомобиля на соседнюю полосу, где круизный беспилотный автомобиль по прозвищу «Панини», ехавший рядом и работавший без водителя, впоследствии также ударил, а затем протащил пешехода примерно на 6,1 м, остановившись с шиной на ноге пешехода. «Челюсти жизни» использовались для того, чтобы освободить пешехода из-под «Панини». Водитель, который первоначально сбил пешехода, скрылся с места происшествия. По словам Cruise, беспилотник пытался избежать столкновения с пешеходом, сначала свернув вправо, затем остановившись сразу после обнаружения столкновения, а затем попытавшись остановиться, чтобы освободить дорогу. Пешехода протащили во время попытки пуловера.

### Расследования
Национальное управление безопасностью движения на трассах (NHTSA) начало предварительное расследование PE22-014 12 декабря 2022 года, сославшись на инциденты, в которых транспортные средства могли участвовать «в неуместно резком торможении или [стать] обездвиженными». Были описаны три конкретных случая резкого торможения, все они были связаны с ситуациями, в которых автоматизированные системы вождения, работая под наблюдением человека, инициировали резкий манёвр торможения в ответ на то, что другие участники дорожного движения быстро приближались сзади, в результате чего другой участник дорожного движения врезался в беспилотный автомобиль. 4 января 2023 года компании Cruise было направлено два письма с просьбой предоставить соответствующие данные.
California DMV начало расследование в августе 2023 года после «недавних тревожных инцидентов» с участием круизных беспилотных автомобилей. Расследование привело к немедленной приостановке действия разрешения Cruise на тестирование и эксплуатацию автономных транспортных средств с 24 октября 2023 года.
В ответ на два наезда на пешеходов в августе и октябре 2023 года NHTSA начала предварительное расследование PE23-018 16 октября 2023 года. Кроме того, NHTSA выявило два других инцидента из публично опубликованных видео, где беспилотные автомобили посягали на пешеходов на проезжей части или въезжали на неё.